# Smoke & Jackal
Smoke & Jackal é uma banda de rock constituída pelo baixista da banda de indie rock Kings of Leon e o cantor e guitarrista da banda também de indie rock Mona. Em 22 de junho de 2012, Brown postou uma foto de si mesmo e Followill no Instagram e no Tumblr com o subtítulo, "Smoke & Jackal", insinuando uma colaboração entre os dois.
Followill e Brown gravaram pela primeira vez como um duo na casa de Brown em Nashville, Tennessee, completando o material para seu primeiro lançamento dentro de uma semana. O primeiro single do grupo, "No Tell", foi carregado para o Soundcloud da banda em 21 de agosto de 2012 e foi lançado digitalmente em 28 de agosto de 2012. O seu primeiro EP, EP1, foi lançado em 16 de outubro de 2012.

## Discografia
EP1 (2012)